# Marienheim Lauffen

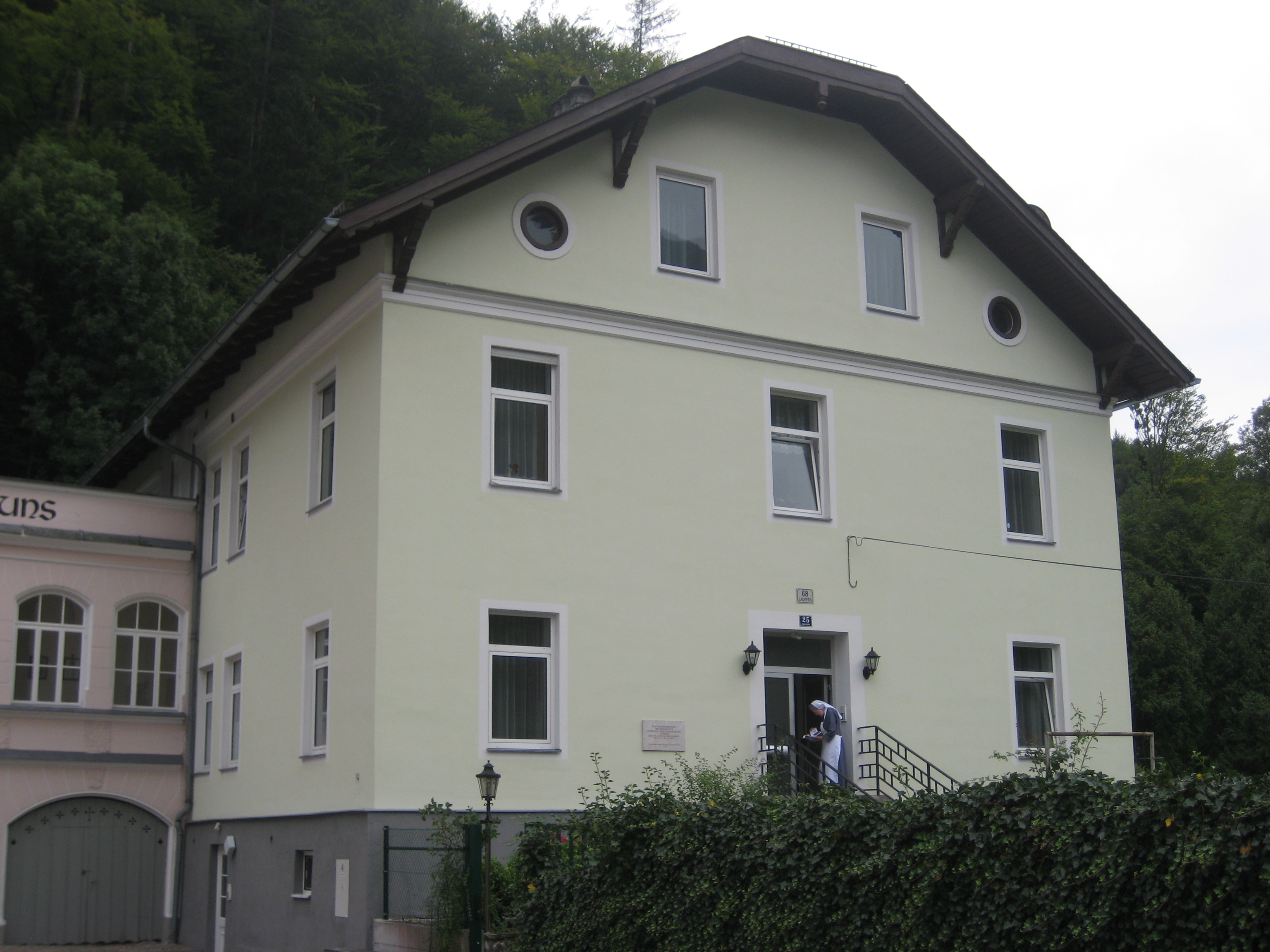
Marienheim (2012)

Das Marienheim Lauffen ist ein Erholungsheim der Barmherzigen Schwestern vom heiligen Kreuz in der Katastralgemeinde Lauffen in der Kur-Stadt Bad Ischl im Bezirk Gmunden in Oberösterreich. Das Gebäude stand bis 2020 unter Denkmalschutz (Listeneintrag).

## Geschichte
Das kleine zweigeschoßige Gebäude war bei der Errichtung zur Aufwertung der Wallfahrtskirche Mariä Himmelfahrt als Franziskanerinnenkloster vorgesehen. Übertragen wurde das Gebäude 1901 dem Franziskanischen Orden der Kreuzschwestern von Beginn an als Erholungsheim für die Schwestern. Die Kreuzschwestern führten im Kloster von 1901 bis 1938 und von 1945 bis 1977 für den kleinen Ort Lauffen eine einklassige Volksschule. Für die Lehrerin Sr. Honesta Katharina Kainberger (1885–1965), welche auch als Heimatforscherin zum Ort Lauffen tätig war, und eine Geschichte des alten Salzmarktes Lauffen verfasst hat, wurde 1972 vom Ischler Heimatverein eine Gedenktafel am Gebäude angebracht.
Ein Projekt, im Gebäude ein Flüchtlingsheim für junge Flüchtlinge einzurichten, scheiterte 2013 am Widerstand der Einwohner.